# Andrzej Bochenek
Andrzej Alojzy Bochenek (ur. 21 czerwca 1949 w Zabrzu) – polski kardiochirurg, profesor nauk medycznych i nauczyciel akademicki.
Kierownik I Kliniki Kardiochirurgii GCM Śląskiego Uniwersytetu Medycznego w Katowicach do 2013 roku, członek Zarządu Głównego Polskiego Towarzystwa Kardiologicznego, współzałożyciel Grupy American Heart of Poland, konsultant do spraw kardiochirurgii Grupy American Heart of Poland, w tym Kliniki Serca Centrum Kardiologii i Kardiochirurgii w Bielsku-Białej.

## Życiorys
Absolwent Śląskiego Uniwersytetu Medycznego w Katowicach (1973). Posiada specjalizacje w zakresie kardiochirurgii, chirurgii ogólnej i angiologii. Swoje umiejętności zawodowe doskonalił w wiodących ośrodkach kardiochirurgii w Polsce (Warszawa, Poznań, Kraków, Zabrze) oraz w czasie licznych pobytów w renomowanych klinikach Europy i U.S.A. (National Heart Institute – Londyn, Cardiothoracic Department – Leicester, Karoliński Instytut – Sztokholm, Oxford Radclife Hospital, Deborah Heart and Lung Center – Browns Mills, U.S.A.). Profesor i pracownik Śląskiego Uniwersytetu Medycznego do 2019 r. Założyciel I Kliniki Kardiochirurgii Śląskiego Uniwersytetu Medycznego w Katowicach- Ochojcu. Kierownik Kliniki od 1988 r. do 2003 r. Prorektor do spraw klinicznych Wydziału Medycznego Akademii Śląskiej od 2019 r.

### Praca w Klinice Kardiochirurgii w Zabrzu
Od 1973 roku pracował w Klinice Kardiochirurgii w Zabrzu początkowo pod kierunkiem prof. Tadeusza Paliwody, w latach 1984–1988 był zastępcą prof. Zbigniewa Religi, gdzie wspólnie z nim uczestniczył w pierwszych udanych transplantacjach serca i w pierwszym zastosowaniu mechanicznego wspomagania niewydolnego serca.

### Praca w Klinice Kardiochirurgii w Katowicach
W 1988 roku zoorgaznizował I Klinikę Kardiochirurgii Śląskiego Uniwersytetu Medycznego w Katowicach Ochojcu, którą kierował do roku 2013.
W I Klinice Kardiochirurgii, w której do 2010 roku zoperowano ok. 20 000 chorych, Andrzej Bochenek wyszkolił 13 specjalistów w zakresie kardiochirurgii i 13 specjalistów chirurgii ogólnej, stopień doktora nauk medycznych uzyskało 12 lekarzy, a 4 lekarzy uzyskało stopień doktora habilitowanego, a jeden z nich został profesorem.
Klinika jest znana z dużego doświadczenia w chirurgicznym leczeniu choroby wieńcowej, operacji małoinwazyjnych choroby wieńcowej z użyciem endoskopii (MIDCAB) i operacji endowizyjnych zastawki mitralnej. Do tych operacji wykorzystuje się od 2001 roku roboty operacyjne (AESOP).

### Praca w Centrum Kardiologii i Kardiochirurgii w Bielsku-Białej, Grupa American Heart of Poland
Od 2013 konsultant ds. kardiochirurgii w Centrum Kardiologii i Kardiochirurgii w Bielsku-Białej, kierownik Kliniki Kardiochirurgii Akademii Śląskiej w Bielsku-Białej, Grupa American Heart of Poland. W Klinice wykonywane są operacje wieńcowe i zastawkowe u chorych z zaawansowaną niewydolnością serca.
Dzięki prowadzeniu programów naukowych Klinika wprowadza najnowsze osiągnięcia chirurgii serca np. małoinwazyjne i przezskórne implantacje zastawki aortalnej, leczenie operacyjne zaburzeń rytmu serca oraz naprawy zastawki dwudzielnej metodą małoinwazyjną.
Andrzej Bochenek wykonał ponad 100 operacji Świadków Jehowy, bez użycia homologicznej krwi, stosując nowoczesne metody alternatywne – hemodylucje i śródoperacyjne odzyskiwanie krwi.

## Badania naukowe
Jest koordynatorem wielu badań naukowych, jest autorem 225 doniesień naukowych w recenzowanych czasopismach medycznych, autorem 17 rozdziałów w podręcznikach medycznych. Jest częstym wykładowcą na prestiżowych zjazdach naukowych w Polsce i za granicą. Jest uczestnikiem i koordynatorem wielu międzynarodowych badań naukowych takich jak: ART., ASSERT, CT-CP003, FREEDOM, HA-008, INO-1001, RSD 1235, RIME, STICH, SYNTAX.

## Odznaczenia i nagrody
Jest członkiem towarzystw naukowych: Polskiego Towarzystwa Kardiologicznego, Polskiego Towarzystwa Torako-Kardiochirurgicznego, European Association for Cardiothoracic Surgery, International Society of Cardio-Thoracic Surgeons (ISCTS), Society of Cardiothoracic Section of Great Britain & Ireland, Society of Minimal Invasive Surgery.
Za zasługi dla rozwoju kardiochirurgii został nagrodzony medalem Polskiego Towarzystwa Lekarskiego Gloria Medicine oraz Medalem Computer Honor Awards. Prof. Andrzej Bochenek jest kawalerem Krzyża Oficerskiego Orderu Odrodzenia Polski. Jest laureatem „Platynowego Lauru Kompetencji i Umiejętności”.
Za osiągnięcia naukowe został laureatem wielu nagród resortowych Ministra Zdrowia, Rektora Śląskiego Uniwersytetu Medycznego, Polskiego Towarzystwa Kardiologicznego i Wojewody Śląskiego.
W roku 2009, wraz z żoną Krystyną, otrzymał Nagrodę im. Wojciecha Korfantego przyznawaną przez Związek Górnośląski.
Za zasługi dla rozwoju światowej kardiochirurgii i promocji Miasta Zabrze jako światowego ośrodka medycyny, 28 września 2022 roku otrzymał tytuł Honorowego Obywatela Miasta Zabrze.

## Życie prywatne
Pierwsza żona Krystyna Bochenek, wicemarszałek senatu RP zginęła w katastrofie smoleńskiej. Ma dwoje dzieci: dr n. med. Tomasz Bochenek, który jest kardiologiem oraz Magdalena Bochenek-Kępa, która kontynuuje zainteresowania mamy i pracuje w mediach, na stanowisku specjalista ds. marketingu. Od 2013 r., ponownie w związku małżeńskim z Gabrielą Bochenek, razem mają sześcioro wnucząt.